# Dedrad
Dedrad (deutsch Deutsch-Zepling, siebenbürgisch-sächsisch Tsåaplengk, ungarisch Dedrád) ist ein Dorf in der Region Siebenbürgen in Rumänien. Es ist Teil der Gemeinde Batoș (Botsch).

## Geographie
Das Dorf liegt im Reener Ländchen im Norden des Kreises Mureș, an der Straße von Reghin (Sächsisch-Regen) nach Bistrița (Bistritz) am Luț, einem Nebenfluss des Mureș (Mieresch).

## Geschichte
Die Ortschaft wurde 1319 erstmals urkundlich erwähnt.
Wie auch in den anderen ursprünglich siebenbürgisch-sächsischen Gemeinden Nordsiebenbürgens reduzierte sich der deutschsprachige Bevölkerungsanteil auch in Deutsch-Zepling bereits unmittelbar nach dem Zweiten Weltkrieg drastisch.
Anfang der 1940er Jahre hielten sich der rumänische und deutschsprachige Bevölkerungsanteil noch die Waage. Durch Aussiedelung und Flucht in die Bundesrepublik Deutschland und Österreich lebten Mitte der 1960er-Jahre 1820 Rumänen, 400 Siebenbürger Sachsen, 89 Magyaren und 57 Roma in dem Dorf.

## Galerie

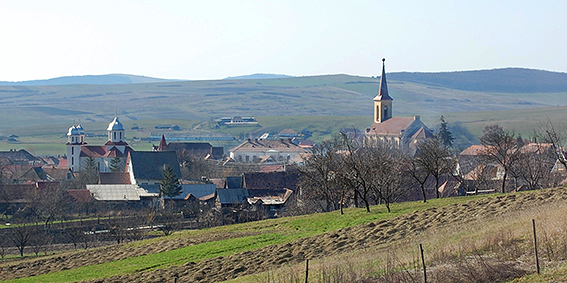
Blick auf die Ortschaft von Südosten
Evangelische Kirche
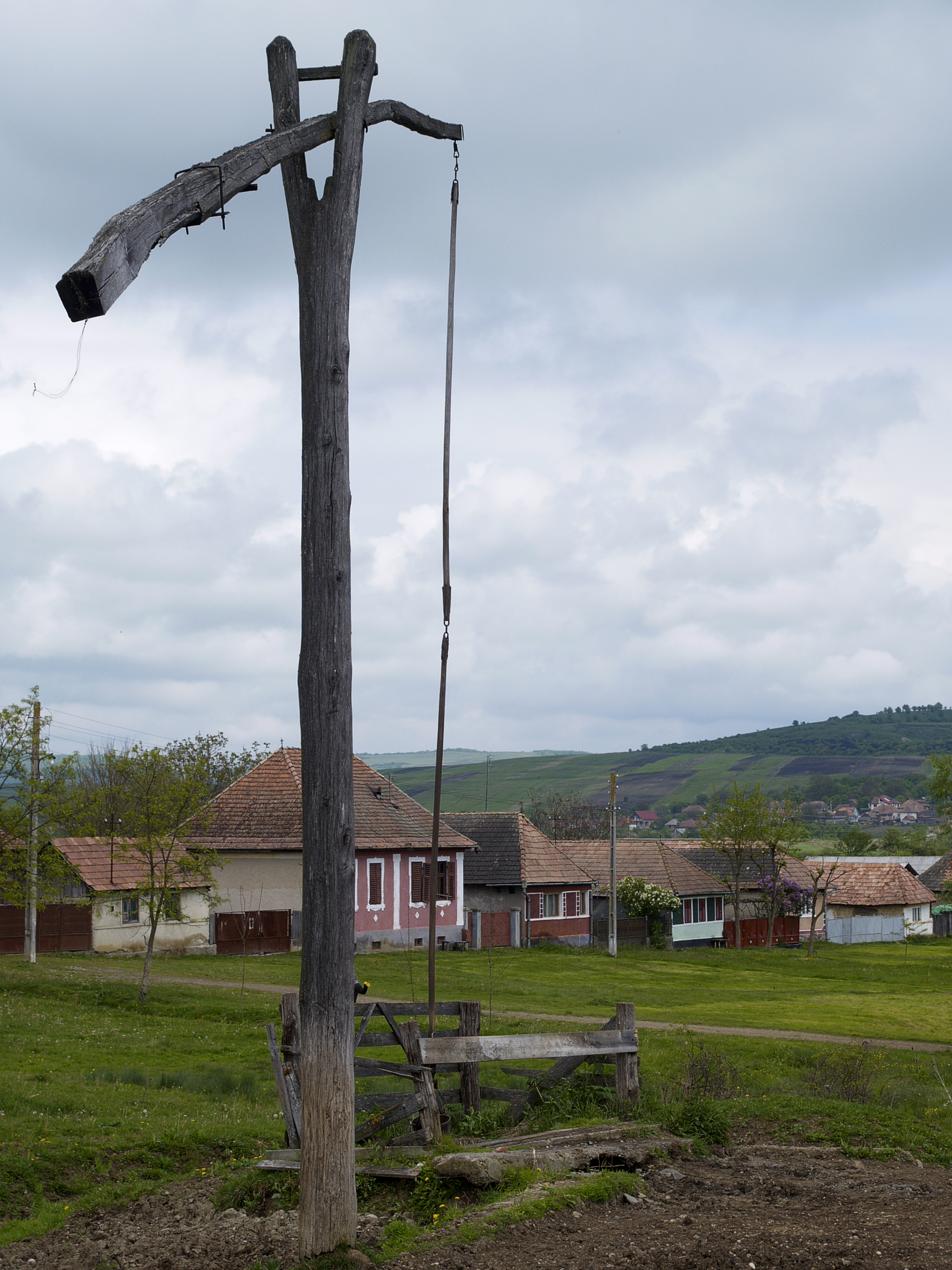
Ziehbrunnen in der Augasse
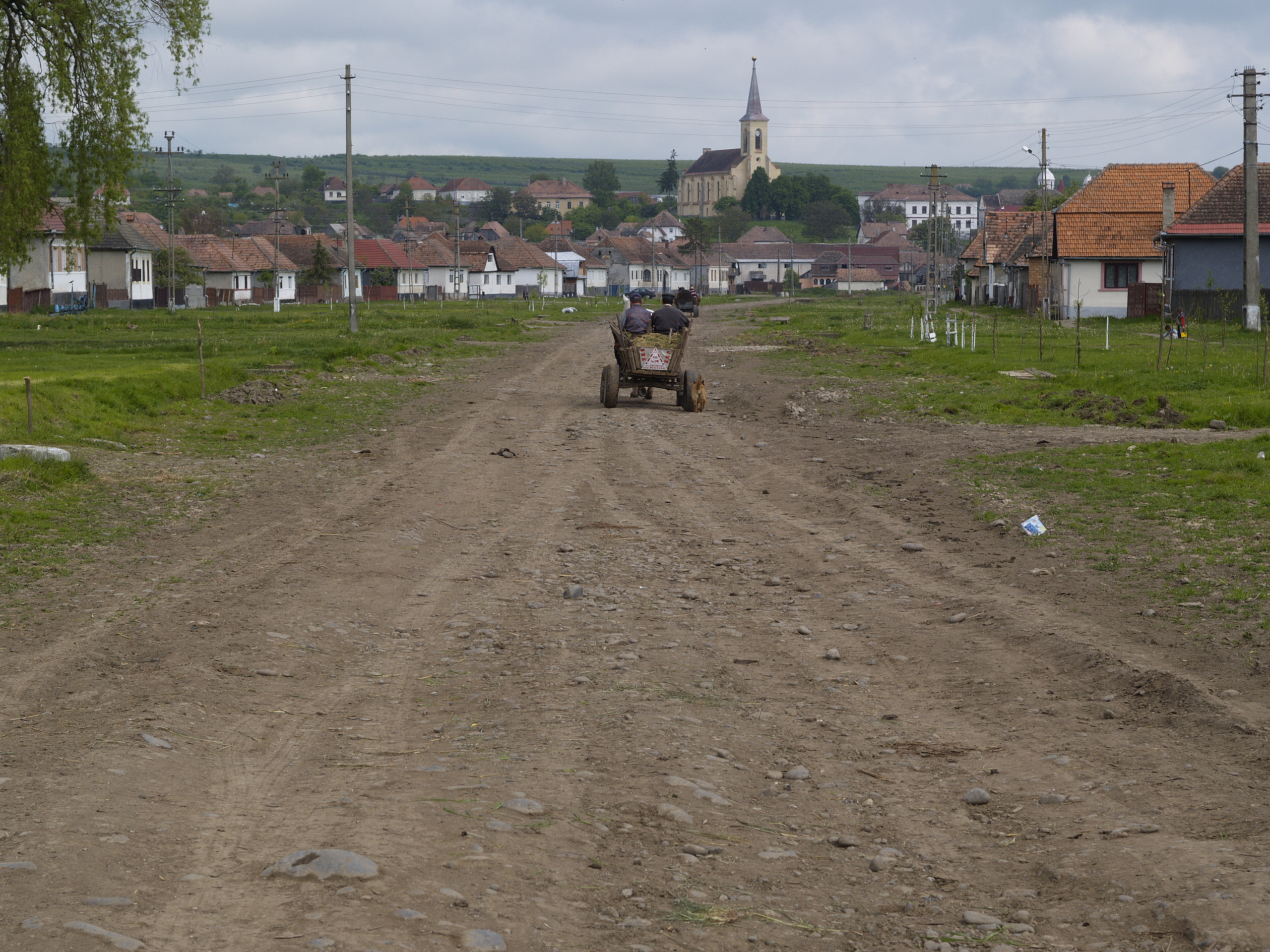
Augasse in Dedrad